# Departamento de Elqui
El Departamento de Elqui se ubicó en la Provincia de Coquimbo, y su comuna cabecera departamental fue la ciudad de Vicuña.

## Origen
Ubicada en la zona norte de la actual Región de Coquimbo, fue considerado una Delegación provincial en la Constitución de 1828, mientras que el 31 de octubre de 1843 se crea como Departamento Provincial.
En 1927 se forma el Departamento de Elqui, compuesto por las comunas de Vicuña y Paiguano, considerándose un solo departamento electoral. Este proceso se realizó mediante el Decreto n.º 8.583 del 30 de diciembre de 1927.

## Subdelegaciones
| Municipalidad | Subdelegaciones   |
| ------------- | ----------------- |
| Vicuña        | 1.ª, Vicuña Norte |
| Vicuña        | 2.ª, Vicuña Sur   |
| Vicuña        | 3.ª, San Isidro   |
| Vicuña        | 4.ª, Peralillo    |
| Vicuña        | 5.ª, Diaguitas    |
| Vicuña        | 10.ª, El Tambo    |
| Vicuña        | 11.ª, El Molle    |
| Paiguano      | 6.ª, Rivadavia    |
| Paiguano      | 7.ª, Paiguano     |
| Paiguano      | 8.ª, Monte Grande |
| Paiguano      | 9.ª, La Unión     |